# Gruzie na Letních olympijských hrách 2000
Gruzie se účastnila Letní olympiády 2000. Zastupovalo ji 36 sportovců (27 mužů a 9 žen) v 12 sportech.

## Medailisté
| Medaile | Jméno                | Sport    | Soutěž                        |
| ------- | -------------------- | -------- | ----------------------------- |
| Bronz   | Giorgi Asanidze      | Vzpírání | muži lehkotěžká váha do 85 kg |
| Bronz   | Vladimír Chanturia   | Box      | muži váha těžká do 91 kg      |
| Bronz   | Akaki Čačua          | Zápas    | Muži řecko-římský do 63 kg    |
| Bronz   | Eldar Kurtanydze     | Zápas    | Muži volný styl do 97 kg      |
| Bronz   | Muchran Vachtangadze | Zápas    | Muži řecko-římský do 85 kg    |
| Bronz   | Giorgi Vazagašvili   | Judo     | muži pololehká do 66 kg       |